# Premis Butaca de 2024
La trentena edició dels Premis Butaca de teatre es va celebrar el 18 de novembre de 2024 al Pavelló d'Esports de Premià de Mar i va ser retransmesa a través d'internet per Xala! i la Xarxa de Televisions Locals.

## Palmarès i nominacions

### Premi Butaca al millor muntatge teatral
| Obra                     | Productora                            | Resultat  |
| ------------------------ | ------------------------------------- | --------- |
| El dia del Watusi        | Teatre Lliure                         | Guanyador |
| La plaça del Diamant     | Teatre Nacional de Catalunya/Grec '23 | Guanyador |
| Elling                   | La Villarroel                         | Nominat   |
| L'imperatiu categòric    | Teatre Lliure                         | Nominat   |
| Jauría                   | Velvet Events/Teatro Kamikaze         | Nominat   |
| La madre de Frankenstein | Teatre Nacional de Catalunya          | Nominat   |
| La nostra ciutat         | Teatre Lliure                         | Nominat   |
| Els Watson               | Teatre Nacional de Catalunya          | Nominat   |

### Premi Butaca al millor musical
| Obra            | Productora                  | Resultat  |
| --------------- | --------------------------- | --------- |
| The Producers   | Nostromo Live               | Guanyador |
| Alan el musical | WeColorMusic                | Nominat   |
| Amor a mort     | The Feliuettes/Teatre Maldà | Nominat   |

### Premi Butaca al millor espectacle de dansa
| Obra        | Productora                                      | Resultat  |
| ----------- | ----------------------------------------------- | --------- |
| Firmamento  | La Veronal                                      | Guanyador |
| La Materia  | Mercat de les Flors/Olga Pericet/Temporada Alta | Nominat   |
| Supermedium | Mercat de les Flors                             | Nominat   |

### Premi Butaca al millor espectacle de petit format
| Obra                                 | Productora                       | Resultat  |
| ------------------------------------ | -------------------------------- | --------- |
| Lluna plena                          | Heartbreak Hotel/Titus Andrònic  | Guanyador |
| Bèsties                              | Sixto Paz Produccions            | Nominat   |
| Cavallets de mar o el peix invisible | FlyHard Produccions/La Permanent | Nominat   |
| En mitad de tanto fuego              | Miramedia/Grec '23               | Nominat   |

### Premi Butaca a la millor espectacle per a públic familiar
| Obra                | Productora                       | Resultat  |
| ------------------- | -------------------------------- | --------- |
| Dins el cor del món | Engruna Teatre                   | Guanyador |
| L'anorak            | Íntims Produccions/Teatre Lliure | Nominat   |
| Mr. Bo              | Cia. Marie de Jongh              | Nominat   |

### Premi Butaca a la millor direcció
| Director/a                   | Obra                     | Resultat   |
| ---------------------------- | ------------------------ | ---------- |
| Carlota Subirós              | La plaça del Diamant     | Guanyadora |
| Iván Morales                 | El dia del Watusi        | Nominat    |
| Pau Carrió                   | Elling                   | Nominat    |
| Victoria Szpunberg           | L'imperatiu categòric    | Nominada   |
| Àlex Rigola                  | Lluna plena              | Nominat    |
| Carme Portaceli              | La madre de Frankenstein | Nominada   |
| Ferran Utzet                 | La nostra ciutat         | Nominat    |
| Àngel Llàcer i Enric Cambray | The Producers            | Nominat    |

### Premi Butaca a la millor actriu
| Actriu           | Obra                  | Resultat   |
| ---------------- | --------------------- | ---------- |
| Vicky Luengo     | Prima facie           | Guanyadora |
| Ángela Cervantes | Jauría                | Nominada   |
| Marta Marco      | Bèsties               | Nominada   |
| Laia Marull      | Love, Love, Love      | Nominada   |
| Àgata Roca       | L'imperatiu categòric | Nominada   |

### Premi Butaca al millor actor
| Actor           | Obra                     | Resultat  |
| --------------- | ------------------------ | --------- |
| Enric Auquer    | El dia del Watusi        | Guanyador |
| Pablo Derqui    | La madre de Frankenstein | Nominat   |
| Rubén de Eguía  | En mitad de tanto fuego  | Nominat   |
| Albert Prat     | Elling                   | Nominat   |
| David Verdaguer | Elling                   | Nominat   |

### Premi Butaca a la millor actriu de musical
| Actor            | Obra             | Resultat   |
| ---------------- | ---------------- | ---------- |
| Mireia Portas    | The Producers    | Guanyadora |
| Gracia Fernández | Batec            | Nominada   |
| Patricia Paisal  | Alan, el musical | Nominada   |

### Premi Butaca al millor actor de musical
| Actor        | Obra                  | Resultat  |
| ------------ | --------------------- | --------- |
| Ricky Mata   | The Producers         | Guanyador |
| Armando Pita | The Producers         | Nominat   |
| Jordi Vidal  | Estimadíssims malvats | Nominat   |

### Premi Butaca a la millor actriu de repartiment
| Actriu         | Obra              | Resultat   |
| -------------- | ----------------- | ---------- |
| Mercè Arànega  | Els Watson        | Guanyadora |
| Lluïsa Castell | Lluna plena       | Nominada   |
| Raquel Ferri   | El dia del Watusi | Nominada   |
| Mont Plans     | Lali Symon        | Nominada   |

### Premi Butaca al millor actor de repartiment
| Actor           | Obra                    | Resultat  |
| --------------- | ----------------------- | --------- |
| Guillem Balart  | El dia del Watusi       | Guanyador |
| Oriol Guinart   | Els Buonaparte          | Nominat   |
| Xavi Sáez       | L'imperatiu categòric   | Nominat   |
| Ernest Villegas | Els ossos de l'irlandès | Nominat   |

### Premi Butaca al millor intèrpret femení de dansa
| Actor        | Obra        | Resultat   |
| ------------ | ----------- | ---------- |
| Lorena Nogal | Firmamento  | Guanyadora |
| Mabel Olea   | Supermedium | Nominada   |
| Olga Pericet | La materia  | Nominada   |

### Premi Butaca al millor intèrpret masculí de dansa
| Actor             | Obra               | Resultat  |
| ----------------- | ------------------ | --------- |
| Jon López         | Firmamento         | Guanyador |
| Joaquín Collado   | Hacia un sol negro | Nominat   |
| Daniel Mariblanca | 71Bodies1Dance     | Nominat   |

### Premi Butaca al millor intèrpret revelació
| Actor           | Obra                                 | Resultat  |
| --------------- | ------------------------------------ | --------- |
| Ander Mataró    | Alan, el musical                     | Guanyador |
| Vinyet Morrat   | Alan, el musical                     | Nominada  |
| Míriam Moukhles | Nodi: de gossos i malditos           | Nominada  |
| Marc Torres     | Cavallets de mar o el peix invisible | Nominat   |

### Premi Butaca a la millor escenografia
| Finalistes        | Obra                  | Resultat  |
| ----------------- | --------------------- | --------- |
| Max Glaenzel      | La plaça del Diamant  | Guanyador |
| Sebastià Brosa    | Macbeth               | Nominat   |
| Judit Colomer     | L'imperatiu categòric | Nominada  |
| Joan Galí Sanarau | Sísif fa no fa        | Nominat   |
| Max Glaenzel      | Firmamento            | Nominat   |

### Premi Butaca al millor disseny de llums
| Finalistes       | Obra                 | Resultat  |
| ---------------- | -------------------- | --------- |
| Albert Faura     | The Producers        | Guanyador |
| Bernat Jansà     | Firmamento           | Nominat   |
| Carlos Marquerie | La plaça del Diamant | Nominat   |
| Toni Ubach       | Thauma               | Nominat   |

### Premi Butaca al millor vestuari
| Finalistes         | Obra                     | Resultat  |
| ------------------ | ------------------------ | --------- |
| Marc Udina         | The Producers            | Guanyador |
| Adriana Parra      | Ifigènia                 | Nominada  |
| Albert Pasqual     | Le congrès ne marche pas | Nominat   |
| Gabriela Salaverri | Els Watson               | Nominada  |

### Premi Butaca a la millor caracterització
| Finalistes     | Obra             | Resultat   |
| -------------- | ---------------- | ---------- |
| Helena Fenoy   | The Producers    | Guanyadora |
| Imma Capell    | Els Watson       | Nominada   |
| Núría Llunell  | Love, Love, Love | Nominada   |
| Àngels Salinas | Els criminals    | Nominada   |

### Premi Butaca al millor text teatral
| Obra                      | Autor/a                   | Resultat  |
| ------------------------- | ------------------------- | --------- |
| L'imperatiu categòric     | Victoria Szpunberg        | Guanyador |
| Casa Calores              | Pere Riera                | Nominat   |
| El favor                  | Susanna Garachana         | Nominat   |
| Jauría                    | Jordi Casanovas           | Nominat   |
| Nao Albet i Marcel Borràs | Nao Albet i Marcel Borràs | Nominat   |

### Premi Butaca a la millor coreografia
| Actor                      | Obra         | Resultat    |
| -------------------------- | ------------ | ----------- |
| Núria Guiu i Ingri Fiksdal | Supermedium  | Guanyadores |
| Rafael Bonachela           | Impermanence | Nominat     |
| Marcos Morau               | Firmamento   | Nominat     |

### Premi Butaca a la millor composició musical
| Finalistes       | Obra                 | Resultat  |
| ---------------- | -------------------- | --------- |
| Mateu Peramiquel | Alan, el musical     | Guanyador |
| Clara Aguilar    | La plaça del Diamant | Nominada  |
| Jordi Busquets   | El día del Watusi    | Nominat   |
| Arnau Vallvé     | Ifigènia             | Nominat   |

### Premi Butaca al millor espai sonor
| Finalistes                   | Obra                 | Resultat   |
| ---------------------------- | -------------------- | ---------- |
| Damien Bazin i Clara Aguilar | La plaça del Diamant | Guanyadors |
| Igor Pinto i Arnau Vallvé    | Ifigènia             | Nominats   |
| Pau Matas Nogué              | Sísif fa no fa       | Nominat    |
| Marc Naya                    | Thauma               | Nominat    |

### Butaca Honorífica-Anna Lizaran
- Juan Máñez, cap de sala del Teatre Romea.